# Milano-Torino 2024
La Milano-Torino 2024, centocinquesima edizione della corsa e valevole come dodicesima prova dell'UCI ProSeries 2024 categoria 1.Pro, si svolse il 13 marzo 2024 su un percorso di 177 km, con partenza da Rho e arrivo a Salassa, in Italia. La vittoria fu appannaggio dell'italiano Alberto Bettiol, il quale completò il percorso in 3h54'13", alla media di 45,343 km/h, precedendo gli svizzeri Jan Christen e Marc Hirschi.
Sul traguardo di Salassa 119 ciclisti, dei 122 partiti da Rho, portarono a termine la competizione.

## Squadre partecipanti
| N.    | Cod. | Squadra               |
| ----- | ---- | --------------------- |
| 1-7   | AST  | Astana Qazaqstan Team |
| 11-17 | ARK  | Arkéa-B&B Hotels      |
| 21-27 | BWB  | Bingoal WB            |
| 31-37 | BOH  | Bora-Hansgrohe        |
| 41-47 | COF  | Cofidis               |
| 51-57 | COR  | Corratec Vini Fantini |
| 61-67 | EFE  | EF Education-EasyPost |
| 71-77 | IWA  | Intermarché-Wanty     |
| 81-87 | IPT  | Israel-Premier Tech   |

| N.      | Cod. | Squadra                       |
| ------- | ---- | ----------------------------- |
| 91-97   | MOV  | Movistar Team                 |
| 101-107 | Q36  | Q36.5 Pro Cycling Team        |
| 111-117 | DSM  | Team DSM-Firmenich PostNL     |
| 121-127 | PTK  | Team Polti Kometa             |
| 131-137 | TEN  | TotalEnergies                 |
| 141-147 | TUD  | Tudor Pro Cycling Team        |
| 151-157 | UAD  | UAE Team Emirates             |
| 161-167 | UXM  | Uno-X Mobility                |
| 171-177 | VBF  | VF Group-Bardiani CSF-Faizanè |

## Ordine d'arrivo (Top 10)
| Pos. | Corridore          | Squadra | Tempo    |
| ---- | ------------------ | ------- | -------- |
| 1    | Alberto Bettiol    | EF      | 3h54'13" |
| 2    | Jan Christen       | UAE     | a 7"     |
| 3    | Marc Hirschi       | UAE     | a 9"     |
| 4    | Diego Ulissi       | UAE     | s.t.     |
| 5    | Kevin Vermaerke    | DSM     | s.t.     |
| 6    | Gianluca Brambilla | Q36.5   | s.t.     |
| 7    | Emil Herzog        | Bora    | s.t.     |
| 8    | Martin Marcellusi  | VF      | s.t.     |
| 9    | Nick Schultz       | Israel  | s.t.     |
| 10   | Frederik Wandahl   | Bora    | s.t.     |